# Aptesis plana
Aptesis plana là một loài tò vò trong họ Ichneumonidae.